# 爬绳

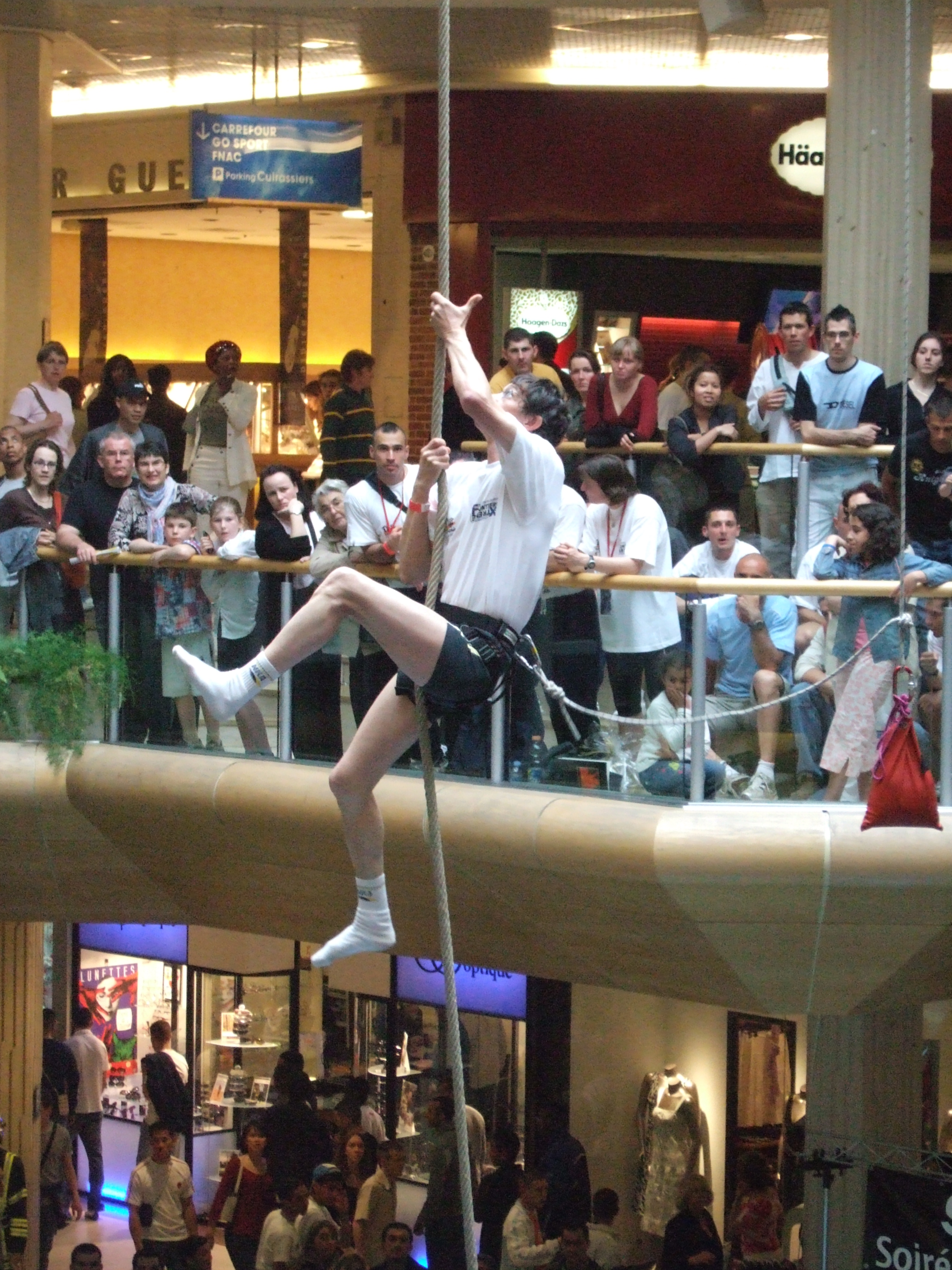
爬绳

爬绳是一项競技运动，參與者一般要用双手攀爬垂直的绳索，不過手足并用也可以，只用上肢也能爬繩。從垂直的绳索降落时為避免快速下滑導致手掌擦破，參與者可以两腿夾住绳子。為避免摔伤也不要在离地很高时松手跳下。